# Plagiochila dendroides
Plagiochila dendroides là một loài rêu trong họ Plagiochilaceae. Loài này được (Nees) Lindenb. mô tả khoa học đầu tiên năm 1843.